# Ettore Muti
Pour les articles homonymes, voir Muti.
Ettore Muti, né Muty (Ravenne, 22 mai 1902 - Fregene, 24 août 1943), est un militaire, aviateur et homme politique italien. Fasciste convaincu depuis le début du mouvement, il participe aux initiatives du squadrisme et occupe de nombreux postes dont celui de secrétaire du Parti national fasciste d'octobre 1939 au 28 octobre 1940.
Médaille d'or de la valeur militaire et homme d'action, il est tué dans des circonstances mal connues environ un mois après la chute du fascisme, survenue le 25 juillet 1943.

## Distinctions
- Médaille d'or de la valeur militaire